# Crucianella graeca
Crucianella graeca är en måreväxtart som beskrevs av Pierre Edmond Boissier. Crucianella graeca ingår i släktet Crucianella och familjen måreväxter. Inga underarter finns listade i Catalogue of Life.